# Deudesfeld

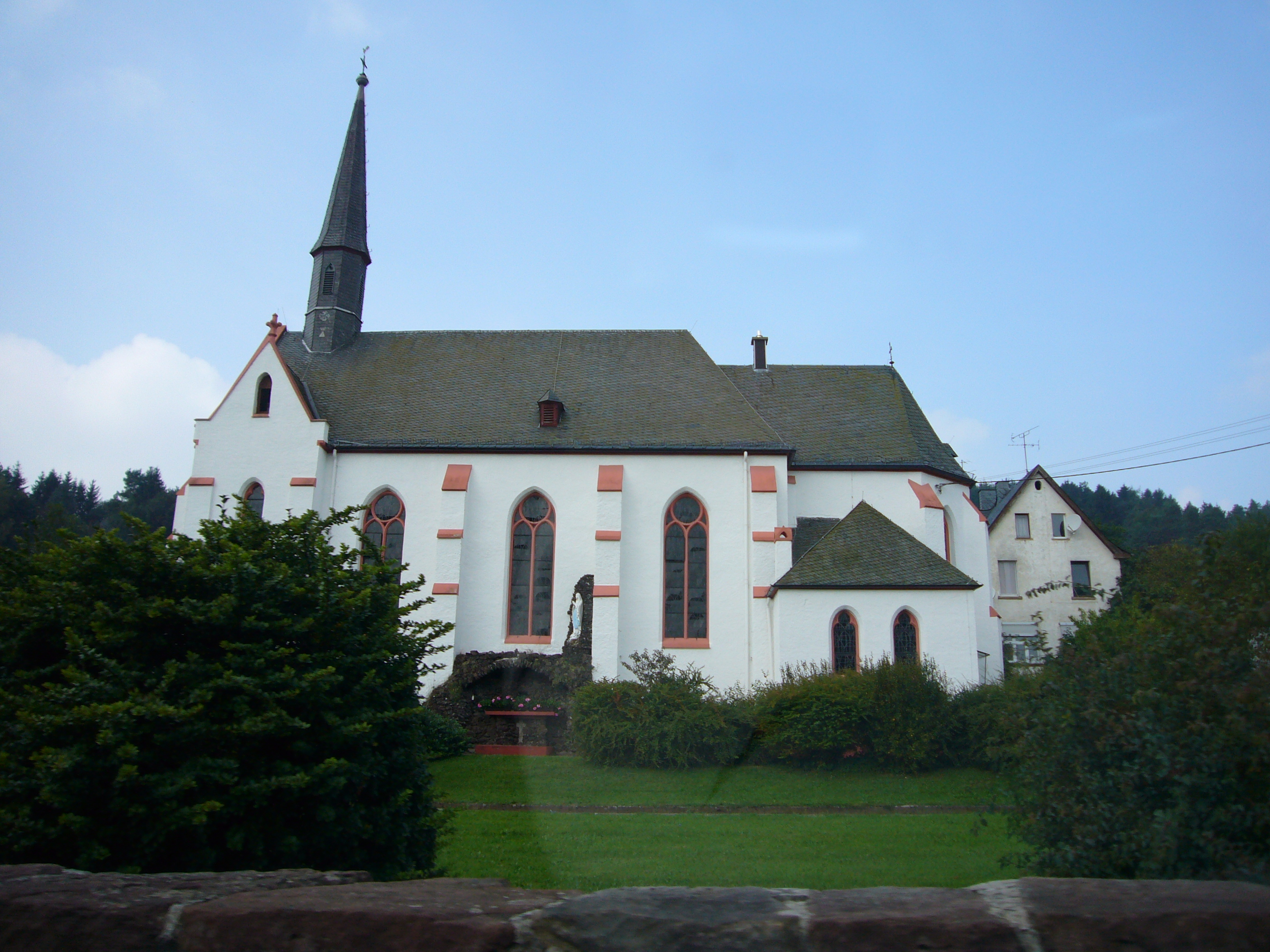
Pfarrkirche in Deudesfeld

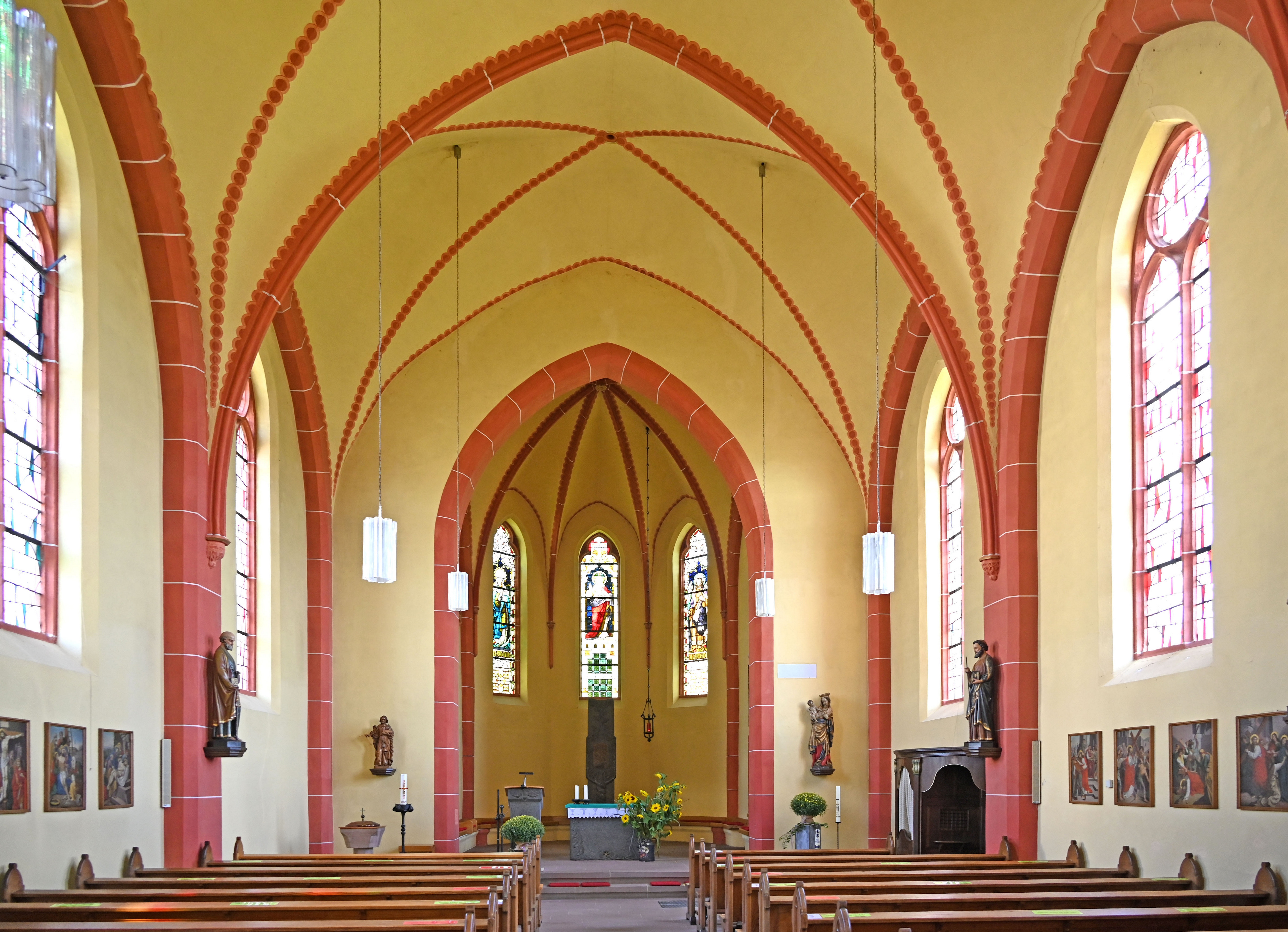
Innenraum mit Blick zum Altar

Deudesfeld (Lautschrift in Eifeler Mundart: „Deisseld“) ist eine Ortsgemeinde im südwestlichen Teil des Landkreises Vulkaneifel in Rheinland-Pfalz. Sie gehört der Verbandsgemeinde Daun an. In Deudesfeld wird moselfränkisch gesprochen. Deudesfeld ist ein staatlich anerkannter Erholungsort.

## Gemeindegliederung
Die Gemeinde besteht aus dem Hauptort Deudesfeld und dem Ortsteil Desserath sowie den Wohnplätzen Hochscheiderhof, Jagdhaus Kurley im Speicherbachtal, Mausemühle und Turner Mühle.

## Geschichte
Bis zum Ende des 18. Jahrhunderts gehörte Deudesfeld landesherrlich zum Kurfürstentum Trier und stand unter der Verwaltung und der Gerichtsbarkeit des Amtes Manderscheid.
Im Jahr 1794 wurde das Linke Rheinufer im ersten Koalitionskrieg von französischen Revolutionstruppen besetzt. Von 1798 bis 1814 gehörte Deudesfeld zum Kanton Manderscheid im Saardepartement.
Auf dem Wiener Kongress (1815) kam die Region an das Königreich Preußen, Deudesfeld wurde 1816 dem neu errichteten Kreis Daun im Regierungsbezirk Trier zugeordnet und von der Bürgermeisterei Weidenbach verwaltet.
Nach dem Zweiten Weltkrieg wurde die Gemeinde Deudesfeld innerhalb der französischen Besatzungszone Teil des damals neu gebildeten Landes Rheinland-Pfalz.
Ein Kreuz mit drei Namenstafeln erinnert an 23 Gefallene des Ersten und 46 Gefallene des Zweiten Weltkriegs. Mitte Februar 1945 zog die Wehrmacht noch per Stellungsbefehl fünf Deudesfelder Jungen der Geburtsjahrgänge 1928 und 1929 zur Wehrmacht ein. Sie flüchteten aus dem Wehrertüchtigungslager in Gillenfeld und überlebten, bis am 6. oder 7. März US-Truppen Deudesfeld besetzten.
Bevölkerungsentwicklung
Die Entwicklung der Einwohnerzahl von Deudesfeld (die Werte von 1871 bis 1987 basieren auf Volkszählungen):
| Jahr | Einwohner |
| ---- | --------- |
| 1815 | 255       |
| 1835 | 377       |
| 1871 | 400       |
| 1905 | 432       |
| 1939 | 411       |
| 1950 | 431       |
| 1961 | 420       |

| Jahr | Einwohner |
| ---- | --------- |
| 1970 | 453       |
| 1987 | 431       |
| 1997 | 444       |
| 2005 | 397       |
| 2011 | 374       |
| 2017 | 392       |
| 2024 | 361       |

## Politik

### Bürgermeister
Die Stelle des Ortsbürgermeisters ist vakant. Die Amtsgeschäfte werden von den Beigeordneten wahrgenommen.
Otmar Eckstein wurde 2007 Ortsbürgermeister von Deudesfeld. Bei der Direktwahl am 26. Mai 2019 wurde er für weitere fünf Jahre in seinem Amt bestätigt.
Ecksteins Vorgänger als Ortsbürgermeister war Günter Bill.

### Wappen
| Wappen von Deudesfeld | Blasonierung: „Im von Schwarz über Silber geteilten Schild oben ein rotweiß geschachter Schrägrechtsbalken, unten eine blaue Axt mit Beil gekreuzt.“ |
| Wappen von Deudesfeld | |

## Wirtschaft und Infrastruktur
Der Fremdenverkehr spielt eine große Rolle in Deudesfeld. Jährlich werden etwa 50.000 Gästeübernachtungen gezählt, viele davon im Ortsteil Desserath. Seit 1960 ist Deudesfeld staatlich anerkannter Erholungsort. 